# Robert-Espagne
 Robert-Espagne  es una población y comuna francesa, en la región de Lorena, departamento de Mosa, en el distrito de Bar-le-Duc y cantón de Bar-le-Duc-Sud.

## Demografía
| 1055 | 890 | 775 | 838 | 809 | 836 |
| Para los censos de 1962 a 1999 la población legal corresponde a la población sin duplicidades (Fuente: INSEE [Consultar]) |     |     |     |     |     |